# Cimetière de Polloe
Le cimetière de Polloe est un cimetière situé dans le quartier de Egia à Saint-Sébastien, capitale de la province du Guipuscoa dans le Pays basque espagnol. 

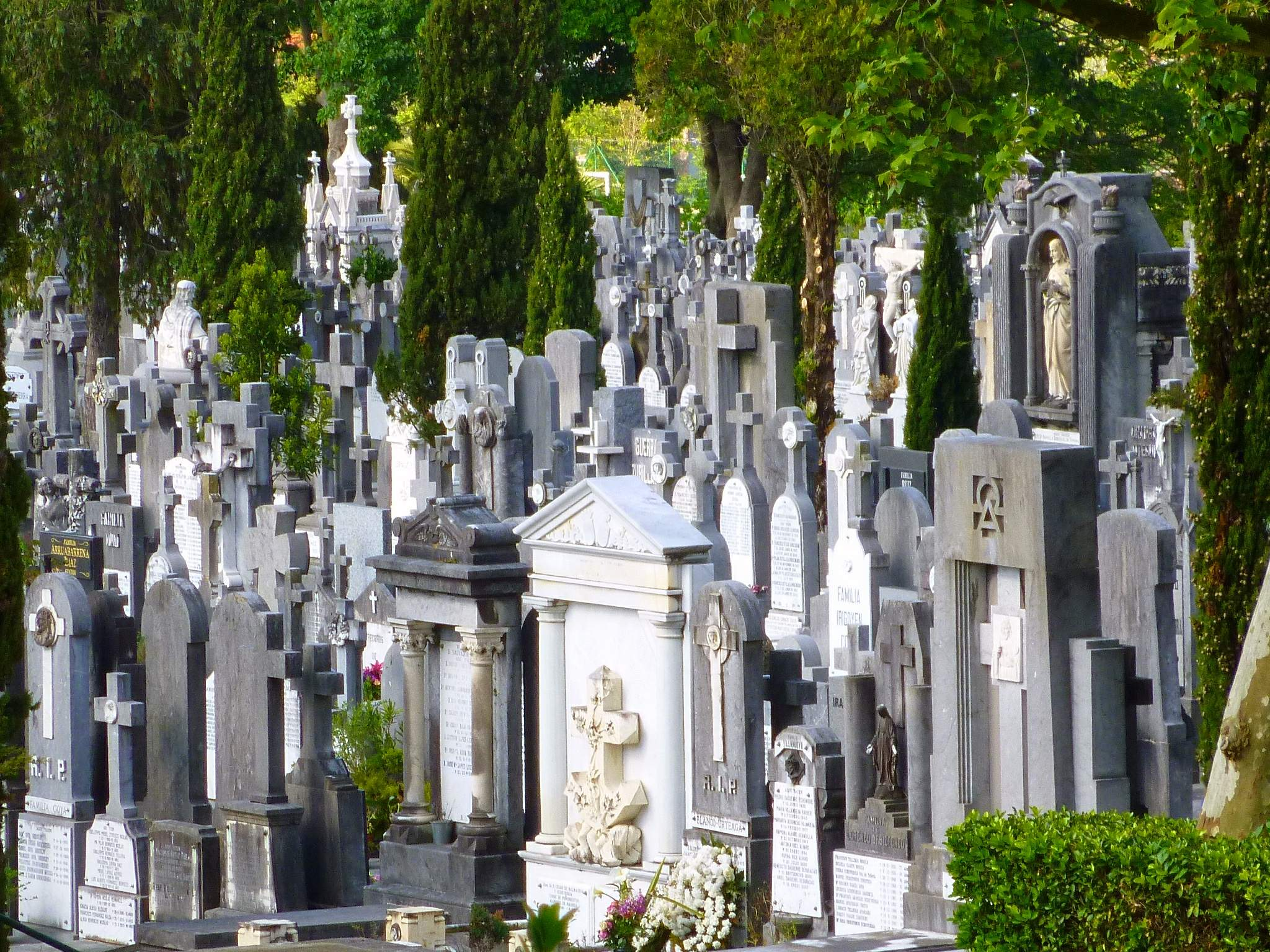

## Personnalités inhumées
- Enrique Fernández Arbós (1863-1939), violoniste
- Ignacio Zuloaga (1870-1945), peintre
- José María Usandizaga (1887-1915), compositeur
- Amalia Galárraga (1884-1971), féministe
- Clara Campoamor (1888-1972), féministe
- Miguel Mihura (1905-1977), dramaturge
- Chumy Chúmez (1927-2003), dessinateur satirique